# TiVo

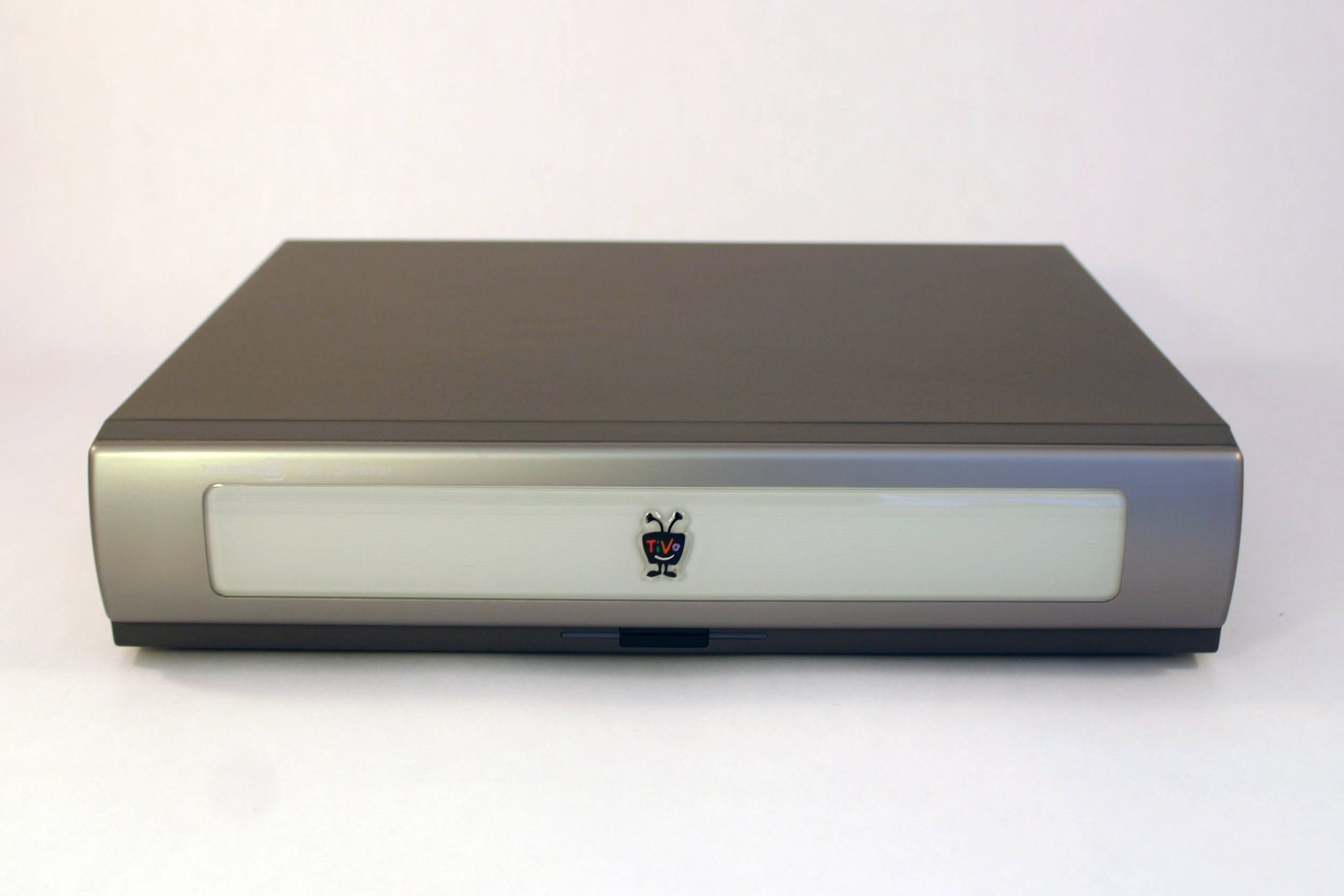
Visió davantera de la unitat TiVo Series2 5xx-generation

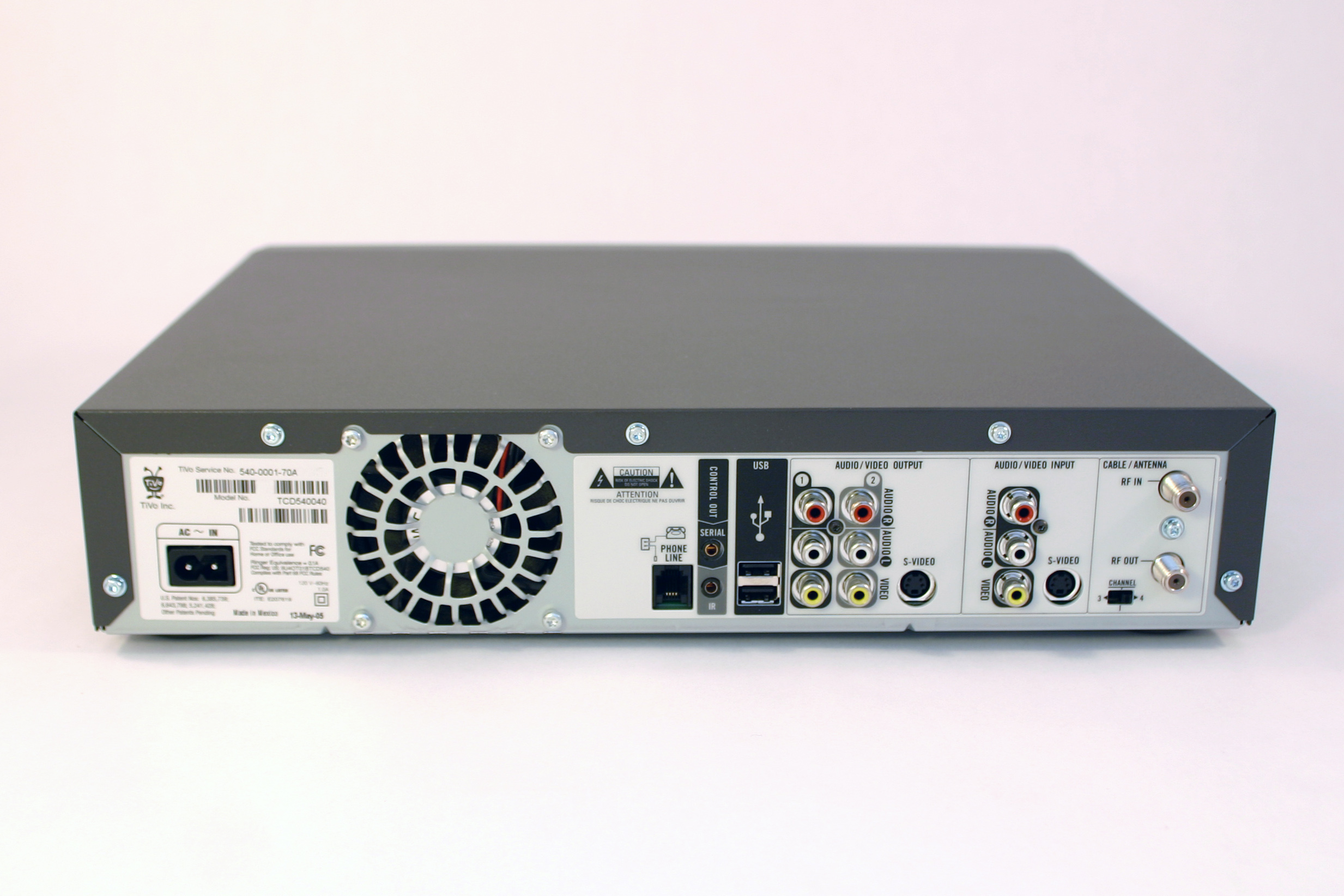
Visió del darrere de la mateixa unitat.

TiVo és una tecnologia que permet enregistrar el contingut de la televisió, però a diferència dels clàssics vídeos, ho fa en un disc dur que permet emmagatzemar entre 30 i 100 hores de programació rebuda a través del cable, cable digital, transmissió satèl·lit o la tradicional antena. TiVo es contracta via subscripció i permet triar sèries, actors o esdeveniments a emmagatzemar via menú, sense preocupació per canvis en la programació, retards, cintes i de programar en absolut qualsevol rellotge. Però més que un dispositiu, la companyia TiVo va crear tota una categoria de productes quan el 1997 va presentar el seu primer gravador de vídeo digital per a la llar (Digital Video Recorder, "DVR"). La creació de l'empresa nord-americana va inaugurar la capacitat de posar pausa a la televisió en directe. Gràcies a TiVo, l'espectador pot gaudir del seu programa favorit, detenir la imatge, allunyar-se del televisor pel temps que vulgui i reprendre la transmissió en el punt exacte en el qual va quedar, ja que, mentrestant, el DVR emmagatzema automàticament el programa o pel·lícula en el seu disc dur. Altra característica de la majoria dels DVR és que reserven una porció del disc per a un "buffer", que grava i manté constantment emmagatzemada l'última hora de transmissió en viu. Això significa que si l'espectador arriba a la casa 10 minuts després que hagi començat l'emissió, es pot retrocedir aquests 10 minuts i gaudir-la des del principi. Al canviar de canal el buffer comença a gravar novament.

## Serveis oferts
Pas de Temporada (Season Passes): TiVo permet registrar el programa favorit de l'usuari i gravar-lo automàticament sense la necessitat de programar-lo cada vegada que es transmeti per l'estació televisiva. Té, a més, la possibilitat de triar si només vol gravar els capítols nous o també els repetits.
Llista dels Desitjos (Wish List): Tivo permet al telespectador teclejar noms o paraules claus, perquè l'equip les busqui i gravi automàticament quan aquestes apareixen en la graella. Amb aquesta funció el client pot emmagatzemar tots els programes relacionats amb els seus interessos quan siguin emesos.
Omissió d'anuncis i recerca de publicitat específica: A mitjans de 2006, Tivo va llançar la possibilitat d'escollir els anuncis amb el sistema TiVo Product Watch. Així, els subscriptors de TiVo poden buscar i seleccionar els anuncis, ordenar-los per durada (d'un minut a una hora), i aquests s'envien directament als seus dispositius, on queden emmagatzemats per a poder ser vists en qualsevol moment.
TivoToGo: Una millora del software és "TiVo Togo" que des de gener de 2006 permet als subscriptors transferir els programes de televisió tant als seus computadors portàtils com als aparells iPod, d'Apple, i PlayStation, de Sony. El seu objectiu és estendre el servei a altres aparells electrònics en un futur pròxim, i ampliar-lo perquè els seus clients puguin accedir a continguts gravats en qualsevol lloc a través d'Internet. Serà necessària la descàrrega d'un programa gratis des de la pàgina web de TiVo. Cada usuari tindrà un codi d'accés i contrasenya amb el qual es pretén restringir la transferència de continguts gravats als habitants d'una sola casa amb diversos aparells. Per a evitar possibles problemes de drets de propietat amb les productores de Hollywood, TiVo subratlla que el nou sistema d'enregistrament i transferència de continguts és exclusivament per a ús personal.
Enregistrament dual: A mitjans de 2006, TiVo va començar a vendre reproductors de vídeo digitals amb sintonitzadors duals que permetran als usuaris gravar dos programes de televisió de forma simultània. Aquesta nova característica pot ajudar els dispositius de TiVo a competir amb reproductors genèrics que proporcionen operadors de televisió per cable i per satèl·lit, que sovint són distribuïts gratuïtament amb una subscripció a la televisió per cable i tenen sintonitzadors duals.
Serveis en línia: Tivo ofereix la possibilitat de programar enregistraments d'última hora des de la web, així com serveis en línia com Podcasts, consultar el temps, el trànsit en Yahoo!…
A Espanya comença a haver moviment per a portar-lo, encara que no TiVo (que no deixa de ser una marca d'un servei de còpia digital de la televisió), estant les possibilitats de InOutTv i Techfoundries.com que ofereix uns serveis similars.